# Burgruine Pfannenstiel
Die Burg Pfannenstiel ist die hochmittelalterliche Ruine einer Spornburg unbekannter ständischer Zuordnung im Wald über dem Reinfelder Hof auf der Gemarkung von Beuron im Landkreis Sigmaringen in Baden-Württemberg. Heute finden sich hier nur noch spärliche und größtenteils überwachsene Reste der einstigen Spornburg.

## Geographische Lage
Die frei zugängliche Burganlage „auf dem Stiel“ liegt an der östlichen Talkante, an höchster Stelle einer langen, schmalen, von Ost nach West gerichteten Spornkuppe oberhalb der Bära, die als linker Nebenfluss bei der Stadt Fridingen im Landkreis Tuttlingen in die Donau mündet. Die Burg liegt auf 804,3 m ü. NN, das Bäratal bei 640 m ü. NN. Die ehemalige Grenze zwischen Württemberg und Baden geht direkt durch den Südwestteil des Burggeländes.

## Geschichte
Über die Geschichte der Burg ist wenig bekannt. Nach mündlicher Überlieferung ist die Burg Pfannenstiel durch Feuer infolge eines nächtlichen Blitzschlags zerstört worden. Bei dem Feuer soll eine Ritterstochter umgekommen sein, welche einem Diener den Auftrag gegeben haben soll, ihren jüngeren Bruder zuvor zu ertränken. Der Diener übergab jedoch das Kind einer alten Frau im Bäratal. Der „zu einem statthaften Jüngling herangewachsene Bruder“ wollte von Pfannenstiel nichts mehr wissen und soll dann auf dem Nachbarfelsen die Burg Kreidenstein erbaut haben.
Scherbenfunde und Mauerwerkstechnik lassen eine Entstehung der Burg in der zweiten Hälfte des 13. Jahrhunderts vermuten. Um 1400 war sie bereits nicht mehr bewohnt und Eigentum der Herren von Urbach. Über Margarethe von Urbach, die die Burg als Heiratsgut mitbrachte, kam sie an Georg I. von Werenwag. Dieser verkaufte 1476 den Burgstall Pfannenstiel mit der Gemarkung Eck (?) und allem Zubehör an das Kloster Beuron und Hans Spretter von Mühlheim.
Mit der Säkularisation im Jahre 1803 ging der Beuroner Besitz mit der Ruine Pfannenstiel an die Fürsten von Hohenzollern-Sigmaringen, die sie bis heute besitzen.

## Beschreibung
Der Zugang zur Vorbefestigung der Gesamtanlage erfolgte von der Hochfläche „Hart“ im Osten, einem schmalen Geländestreifen zwischen dem Donau- und dem Bäratal. Ein Halsgraben trennte Vorbefestigung und im Nordwesten liegenden ummauerten Burghof. Im Burghof ist die Lage eines weiteren Gebäudes auszumachen.
Die Vorburg befand sich im Westen der Anlage und schütze die Burg von der Schmalseite aus der Richtung Bäratal. Im Norden fällt der Hang in ein Trockental ab. Die Vorburg auf rund 795,6 Meter über Normalnull war aus Richtung Westen kommend durch einen Wall und einem Abschnittsgraben gesichert. Die Reste des Kernmauerwerks der Vorburg sind noch an einer rund 19 mal 18 Meter maßenden dreiecksförmigen Fläche zu erkennen.
Die Kernburg ist im Westen durch einen weiteren, tieferliegenden Abschnittsgraben von der Vorburg getrennt. Sie wird vom rund 5,5 Meter hohen Stumpf eines Donjons, einem 12 beziehungsweise 11,5 Meter breiten und fast 23 Meter langen wohnturmartigen Bau auf rund 804,3 Meter über Normalnull, dominiert. Die Mauerstärke beträgt an der Nordwestwand 2,7 Meter, an der Südostwand 2,5 und innen rund 2 Meter. Er hat einen Innenraum von rund 145 Quadratmetern. Die Öffnung der Nordwestwand beim Graben kann als Zugang zu einem Erker, auch Abtritt, angesehen werden. Links daneben befindet sich der Rest einer Zwischenwand, die nicht im Verband zur Außenmauer steht. In der Südostwand befindet sich eine 2,5 Meter starke und noch rund 7 Meter hohe Bresche. Hier konnten um 1900 noch die Torleibungen und das Riegelbalkenloch festgestellt werden. Es handelt sich laut Günter Schmitt um den Zugang vom vorgelagerten, trapezförmigen Burghof, der zur Höhenüberwindung eine aufziehbare Holztreppe oder eine feste Rampe erforderlich machte.